# Victor Gaskin
Pour les articles homonymes, voir Gaskin.
Victor Gaskin est un contrebassiste américain de jazz. Il est connu notamment pour sa collaboration avec Cannonball Adderley dans les années 1960.

## Biographie

### Jeunesse
Victor Gaskin grandit dans un environnement musical puisque son père et ses oncles sont musiciens. Le père, qui est originaire des Îles Vierges, est membre d'un orchestre au style calypso dans lequel il joue de la flûte. Lorsque son fils a environ 7 ans, il lui permet de s'initier à la guitare, puis au piano. Au cours de ses études il s'entraîne à la guitare avec son père et ses oncles.
De 1952 à 1954 il effectue son service militaire dans les marines où il apprend à jouer de la contrebasse. Il rejoint ensuite différents groupes californiens de blues et de rock qu'il accompagne à la guitare. Au début des années 1960, Gaskin prend des cours de contrebasse avec Al McKibbon et choisit définitivement la contrebasse comme instrument principal. 

### Carrière musicale
Gaskin s'installe à Los Angeles en 1962 et commence sa carrière avec le flutiste Paul Horn et Red Mitchell. Il enregistre également avec le saxophoniste Curtis Amy et le trompettiste Dupree Bolton. Il fait ensuite partie de la scène jazz West Coast, accompagnant le musicien Buddy Collette, le batteur Shelly Manne et le saxophoniste Bud Shank. De 1964 à 1966, il accompagne le pianiste Les McCann. Au mois d'aout 1966, Gaskin intègre le quintet du saxophoniste Cannonball Adderley puis enchaîne avec une tournée au Japon au cours de laquelle ils enregistrent l'un des plus importants succès de Adderley, le morceau Mercy, Mercy, Mercy composé par Joe Zawinul. Il poursuit sa collaboration avec Adderley jusqu'en 1969.
Le parcours de Gaskin est ensuite plus dispersé. Gaskin choisit de s'installer à New York en 1969 et joue en indépendant avec de nombreux musiciens, en particulier avec le pianiste Thelonious Monk, l'orchestre de Thad Jones - Mel Lewis, ou encore celui du pianiste Duke Ellington.

### Dernières années
Dans les années 1970, il débute au sein du trio du pianiste Billy Taylor avec lequel il collabore jusqu'en 1993, ainsi qu'avec le chanteur Johnny Hartman et le pianiste Hank Jones. Il lui arrive par ailleurs d'effectuer des photographies de couvertures de disques pour le label Pacific,.

## Style
Gaskin est un grand technicien de la contrebasse avec une prédilection pour l'« ornementation mélodique »; ses solos réalisés à l'archet et la technique qu'il utilise pour la vibration de la corde caractérisent son style,.

## Discographie sélective
Quelques enregistrements notables en sideman.
| Sortie | Nom de l'album             | Leader              | Label                |
| ------ | -------------------------- | ------------------- | -------------------- |
| 1962   | Profile of a Jazz Musician | Paul Horn           | Columbia Records     |
| 1965   | But Not Really             | Les McCann          | Limelight / Mercury  |
| 1966   | Mercy, Mercy, Mercy!       | Cannonball Adderley | Capitol Records      |
| 1967   | Why Am I Treated So Bad!   | Cannonball Adderley | Pacific Jazz Records |
| 1971   | Swiss Suite                | Oliver Nelson       | Flying Dutchman      |
| 1974   | The Pianist                | Duke Ellington      |                      |
| 1977   | Live at Storyville         | Billy Taylor        | West 54 Records      |
| 1985   | You Tempt Me               | Billy Taylor        |                      |
| 1989   | Portraits                  | Clark Terry         | Chesky Records       |
| 2002   | Live at the Left Bank      | Dexter Gordon       | Prestige Records     |